# Aegekai ni Dakarete
 (mars 2012).
Si vous disposez d'ouvrages ou d'articles de référence ou si vous connaissez des sites web de qualité traitant du thème abordé ici, merci de compléter l'article en donnant les références utiles à sa vérifiabilité et en les liant à la section « Notes et références ».
Singles de Kaori Iida
Door no Mukō de Bell ga Natteta
(2004)
 Aegekai ni Dakarete  (エーゲ海に抱かれて) est le 1er single en solo de Kaori Iida.
Il sort le 4 février 2004 au Japon sous le label Chichūkai, alors que la chanteuse est encore membre et leader du groupe Morning Musume. Il est produit par Tsunku, qui en a écrit le titre en "face B". Il atteint la 17e place du classement de l'oricon, et reste classé pendant trois semaines, se vendant à 12 482 exemplaires durant cette période.
La chanson-titre figure simultanément en fin d'année sur la compilation du Hello! Project Petit Best 5 et sur le troisième album de la chanteuse, Avenir ~Mirai~. Son clip vidéo figure sur la version DVD du Petit Best 5.

## Liste des titres
(titre n°1 écrit par Junko Sado et composé par Akira Inaba ; titre n°2 par Tsunku)
1. Aegekai ni Dakarete  (エーゲ海に抱かれて?)
2. Saigo no Seppun  (最後の接吻?)
3. Aegekai ni Dakarete (Instrumental)  (エーゲ海に抱かれて...?)